# Інженер-полковник
Інженер-полковник  (лат. ingenium — «здібність», «винахідливість»; і полковник) — військове звання старшого офіцерського інженерного складу у деяких країнах, зокрема у Російській імперії та СРСР.
Військове звання старшого офіцерського, інженерно-технічного складу Червоної армії в 1942/1943–1971. Еквівалентом звання у сухопутних силах було звання полковник, серед інженерно-технічного складу ВМС — інженер-капітан І рангу.
Інженер-полковник був вище за рангом за інженер-підполковника і нижче за генерал-майора інженерно-технічної служби.
Залежно від роду військ військовика були інженер-полковники: інженерно-авіаційної служби, інженерно-артилерійської служби, інженерно-танкової служби. У береговій службі ВМФ рід військ не додавався до звання.

## Історія використання в СРСР

### Передумови
22 вересня 1935 року, при введенні персональних військових звань, для начальницького складу військово-технічного складу РСЧА та ВМС, були введені окремі звання, які відрізнялися від загальновійськових. Еквівалентом звання командного складу «полковник», стає звання військово-технічного складу «воєнінженер 1 рангу». У вересні 1939 року, відбуваються зміни серед порядку звань, та їх співвідношень. Додається звання підполковника (командний склад) та аналогічних звань серед начальницького складу (старший батальйонний комісар військово-політичного складу). Серед військово-технічного складу звання аналогічне полковнику було відсутнє, а воєнінженер 1 рангу, став співвідноситися, зі званням «підполковник».

### Введення
У 1942/43 роках відбувається уніфікація військових звань різних складів та служб РСЧА та флоту. 
Звання «інженер-полковник» введене постановами ДКО СРСР:
- від 22 січня 1942 № 1180сс «Питання військово-повітряних сил Червоної Армії» звання інженер-полковник інженерно-авіаційної служби;
- від 4 квітня 1942 № 1528 «Про введення персональних військових звань інженерно-технічному складу ВПС ВМФ» і наказом НК ВМФ від 10 квітня 1942 ті самі звання вводились в ВМФ СРСР;
- від 3 березня 1942 № 1381 «Про введення персональних військових звань інженерно-технічному складу артилерії Червоної Армії» і наказом військового комісаріату оборони СРСР №68 від 4 березня 1942 звання інженер-полковник інженерно-артилерійської служби.
- від 7 березня 1942 № 1408 «Про введення персональних військових звань інженерно-технічному складу автобронетанкових військ Червоної армії» і наказом військового комісаріату оборони СРСР №71 від 8 березня 1942 вводилися звання інженерно-технічного складу, зокрема інженер-полковник інженерно-танкової служби.

### Скасування
18 листопада 1971 року, звання інженер-полковника було скасовано, і замінено на загальновійськовий еквівалент «полковник». Офіцери які мали вищу технічну освіту, мали приставку до звання "-інженер" (наприклад "полковник-інженер"), ті що мали середню технічну освіту, мали приставку до звання "технічної служби" (наприклад "лейтенант технічної служби").

## Знаки розрізнення (1943-1971)
Згідно указів Президії Верховної Ради від 6 січня 1943 року «О введенні нових знаків розрізнення для особового складу Червоної Армії» та від 15 лютого 1943 року «О введенні нових знаків розрізнення для особового складу ВМФ» вводяться нові однострої, та нові знаки розрізнення. Замість петлиць вводяться погони на яких стали розміщуватися знаки розрізнення. Знаки розрізнення майже збігалися з імперськими. Погони інженера-полковника (ідентичні полковницьким погонам) мали по два поздовжніх просвіти притаманні старшим офіцерам. На кожному погоні розташовувалося по три металеві п'ятипроменеві зірочки «трикутником» (такі знаки розрізнення були у імперського підполковника). На відміну від імперських знаків розрізнення, де зірочки були одного розміру для усіх рангів офіцерів, зірочки на погонах старших офіцерів РСЧА, були більше за розміром від зірочок на погонах молодших офіцерів. 
Офіцерські погони (зразка 1943 року) інженерно-технічного складу виготовлялися з срібного галуну чи білого шовку, емблеми та зірочки на погонах – позолочені. У інженерно-командного складу просвіти та канти були згідно роду військ. Наприклад полковник авіації мав погон з двома блакитними просвітами та кантами, на якому розміщувалися три сріблясті зірочки, та емблема роду військ, а інженер-полковник мав срібний погон, з блакитними просвітами та кантами, на якому розміщувалися золотисті зірочки, та така ж емблема роду військ.
В такому вигляді знаки розрізнення  інженерів-полковників проіснували до скасування звання у 1971 році.

## Див також
Директор-полковник